# Wahaha
Wahaha (chinesisch 娃哈哈, Pinyin: Wáhāhā, auch Hangzhou Wahaha Group Co, Ltd) ist ein chinesischer Getränkeproduzent. Das Unternehmen hat sich zum größten chinesischen Hersteller von Softdrinks entwickelt.

## Geschichte
Das Unternehmen wurde 1987 als Staatsbetrieb gegründet.
Von 1996 bis 2007 bestand ein Joint Venture mit dem Danone-Konzern, an dem Danone 51 % hielt. Nachdem Wahaha zunehmend Geschäfte außerhalb des Joint Venture betrieb, wurde dieses 2009 nach jahrelangem Rechtsstreit aufgelöst.
Der Name Wahaha bedeutet Kinderlachen, haha  beschreibt es phonetisch.
Im März 2024 riefen chinesische Nationalisten zum Boykott des Getränkeherstellers Nongfu Spring auf, weil das Unternehmen nicht chinesisch genug sei und forderten dazu auf, stattdessen Produkte von Wahaha zu kaufen.

## Produkte
Zur Produktpalette gehören überwiegend nichtalkoholische Getränke, darunter Säfte und Limonaden, Tees, Milchmischgetränke, Mineralwasser, aber auch Bier. Seit einiger Zeit stellt Wahaha zudem andere Waren, wie zum Beispiel Kinderbekleidung, her. Eine der wichtigsten Niederlassungen befindet sich in Hangzhou.